# Selenicereus hamatus
Selenicereus hamatus (Scheidw.) Britton & Rose es una especie de planta fanerógama de la familia Cactaceae.

## Distribución
Es endémica de México. Es una especie común en áreas localizadas.

## Descripción
Es una planta  perenne carnosa expansivo con tallos armados de espinas, de color verde y con las flores de color  blanco y amarillo.

## Nombre común
- Inglés: Queen of the Night

## Sinonimia
- Cereus hamatus Scheidweiler (1837)
- Cereus rostratus Lemaire (1838)
- Selenicereus hamatus (Scheidweiler) Britton & Rose (1909)